# 혈우천하
"혈우천하"는 한국에서 제작된 최현민 감독의 1982년 영화이다. 장일도 등이 주연으로 출연하였고 김치한 등이 제작에 참여하였다.

## 출연

### 주연
- 장일도
- 이정희
- 이강조

## 기타
- 조명: 정덕규
- 녹음: 손인호
- 미술: 김유준